# Tipus de neu

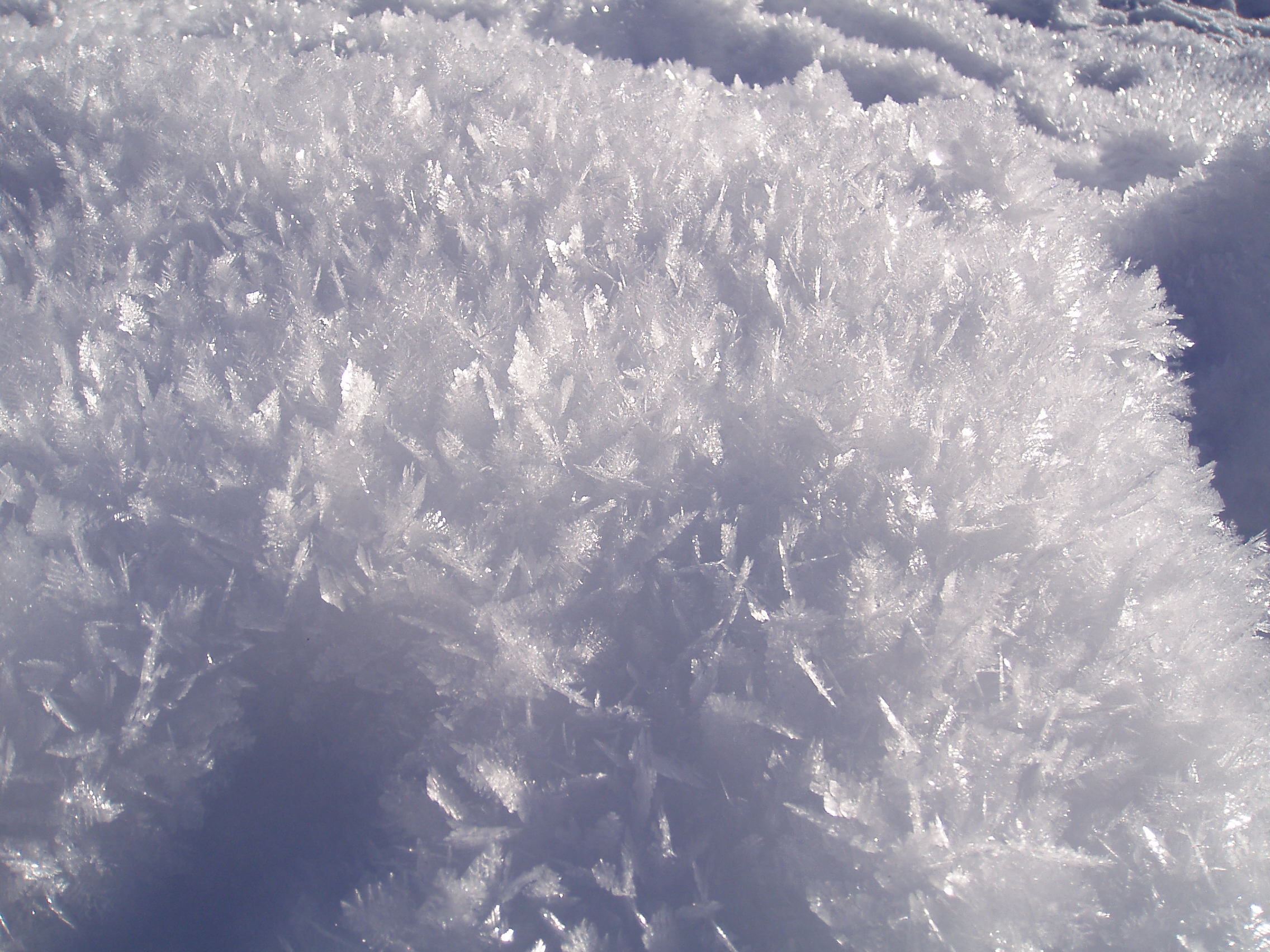
Glaçada de radiació que creix a la superfície de la neu pel moviment del vapor d'aigua en nits fredes. També es coneix com a gebre de superfície.

Els tipus de neu es poden designar per la forma dels seus flocs, la descripció de com cauen, i per com es col·loquen al sòl. Un torb i una tempesta de neu indiquen fortes nevades en una àmplia zona, les tempestes de neu donen fortes nevades en bandes estretes, mentre que el terme ràfega de neu s'utilitza per a nevades més lleugeres. Els tipus de neu que cauen en forma d'una bola, en lloc d'un floc de neu, que es coneix amb el terme anglès de graupel, els grans d'aiguaneu són un tipus de graupel. Una vegada al sòl, la neu es pot categoritzar com neu pols quan és com una pelussa, neu granulada quan comença el cicle de gel i desgel i neu dura i finalment gel quan queda densa i congelada. Quan la neu està en forma de pols la neu es desplaça amb el vent, de vegades a la profunditat de diversos metres. Després d'arribar als turons, la neu bufada pot esdevenir una llosa de neu, que és un perill d'allau en pendents pronunciats.

## Neu pols
La neu pols, per la seva escassa cohesió, és la més propensa a donar lloc a allaus. Per practicar l'esquí amb neu pols tova calen els esquís relativament més flexibles.
La neu pols està composta de grans solts de 0,05 a 0,3 mm de diàmetre i s'aixeca quan hi passa un vehicle o un esquí. La seva estructura és a base d'acumulacions de volves de neu amb poca cohesió.

## Neu granulada
És una precipitació de grans de glaç, blancs i opacs, de la mateixa estructura que la neu. Els grànuls són esfèrics i de vegades cònics. El seu diàmetre oscil·la entre 1 i 5 mm. Si cauen sobre un terreny dur, reboten i sovint es trenquen. Aquest tipus de precipitació sovint precedeix o acompanya les nevades ordinàries. En alguns indrets se la coneix amb el nom de neu rodona. El calabruix també es pot identificar com a neu granulada.
En dipositar-se sobre una superfície sòlida, té l'aspecte de boletes de suro blanc que de vegades es trenquen. Aquest fenomen es produeix a l'hivern i a començaments de la primavera en el nostre país. Es pot observar a temperatures de fins a 7 °C a causa de la densitat superior que presenta respecte de la neu, la qual cosa fa que caigui més ràpidament. La menor superfície de la neu granulada dificulta la seva fusió.

## Neu dura
Està composta per una textura en xarxa, la crosta de neu està formada pel congelament de la neu humida empacada.

## Neu humida
És una barreja de neu i aigua. La pot formar la pluja o una temperatura més elevada que fongui la neu.

## Neu primavera
No és un tipus de neu concreta, varia segons el moment del dia, al matí, quan fa més fred, és neu dura després passa a ser neu pols i acaba sent neu humida. A la tarda, amb la baixada de la temperatura, es forma neu crosta.